# Petrópolis FC
Petrópolis FC is een Braziliaanse voetbalclub uit Petrópolis in de staat Rio de Janeiro.

## Geschiedenis
De club werd opgericht als Tanguá Esporte e Cultura in Tanguá in 2006. De club nam in 2008 deel aan de derde klasse van het Campeonato Carioca maar kon daar geen potten breken. Hierna trok de club zich terug uit de competitie en keerde pas in 2012 terug en eindigde nu in de middenmoot. Door financiële problemen werd de club in 2014 verkocht aan een ex-voorzitter van São Gonçalo FC tijdens het seizoen. Hij verplaatste het team naar São Gonçalo en wijzigde de naam in 'Gonçalense FC. Tanguá had zich al voor de titelfinale geplaatst, waarin de club dus als Gonçalense aantrad, uitgerekend tegen stadsrivaal São Gonçalo. De club won en werd zo kampioen en promoveerde naar de tweede klasse waar de club de volgende jaren in de middenmoot eindigde. In 2021 speelde de club de titelfinale, die ze verloren van Audax Rio. 
In 2022 ging de club een partnerschap aan met Petrópolis en speelde als Gonçalense/Petrópolis in Petrópolis. In 2023 werd de club winnaar van de groepsfase, maar verloor in de eindronde van Olaria. Op 18 januari 2024 werd de fusie officieel en nam de club de naam Petrópolis FC aan. 